# Kalendarium historii Etiopii
Kalendarium historii Etiopii

## Historia najnowsza

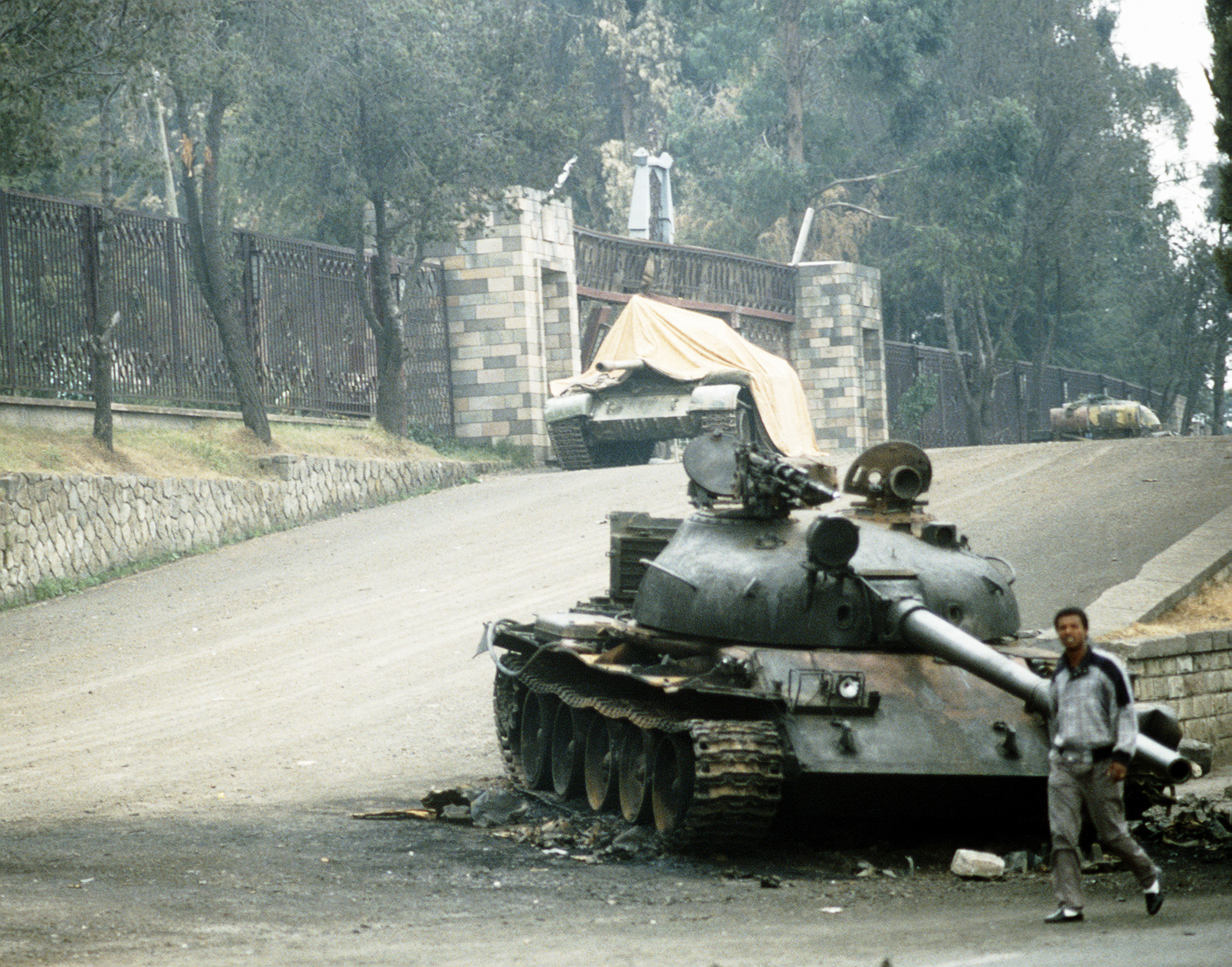
Czołg T-62 zniszczony w czasie walk w Ogadenie

- 1894-1896 – pierwsza wojna włosko-abisyńska zakończona klęską Włochów w bitwie pod Aduą[1].
- 1930 – władzę obejmuje cesarz Hajle Syllasje I[1].
- 1935 – wybuchła druga wojna włosko-abisyńska, w wyniku której Włosi zajęli kraj, zmuszając cesarza do emigracji[1].
- 1936-40 – okupacja kraju, masowy terror wobec Etiopczyków[2].
- 1937 – masakra około 30 tysięcy osób w odwecie za działalność niepodległościowego ruchu oporu[3]
- 1941 – zwycięstwo wojsk brytyjskich i etiopskiej partyzantki nad Włochami, cesarz odzyskuje władze. Do Etiopii włączona zostaje Erytrea[1].
- 1960 – nieudany antycesarski pucz wojskowy.
- lata 60. – wybucha wojna o niepodległość Erytrei[4][5][6].
- 1974 – po klęskach głodu i kryzysie gospodarczym dochodzi do puczu w wyniku którego cesarz zostaje zdetronizowany a władzę obejmuje junta Mengystu Hajle Marjama.
- lata 70. – wybucha wojna domowa między rządem a rebelianckimi organizacjami. Wojna przyczynia się do pogłębienia złej sytuacji gospodarczej i głodu[7].
- 1977-78 – wojna w Ogadenie z Somalią wygrana przez Etiopczyków z pomocą bloku wschodniego.
- 1982 – etiopsko-somalijska wojna graniczna[8][9].
- 1989 – największe grupy rebelianckie w tym Tigrajski Ludowy Front Wyzwolenia i Front Wyzwolenia Oromo założyły antyrządową koalicję pod nazwą Etiopski Ludowo-Rewolucyjny Front Demokratyczny[10].
- 1991 – oddziały Frontu Demokratycznego zdołały obalić rządzący reżim i przejąć władzę w państwie, ogłaszając ambitny program demokratyzacji życia politycznego.
- 1993 – Erytrea odłącza się od Etiopii[1].
- 1995 – w Ogadenie doszło do rebelii partyzanckiej Narodowego Frontu Wyzwolenia Ogadenu, która trwała aż do 2010 roku.
- 1998 – pomiędzy Etiopią a Erytreą wybuchła wojna graniczna.
- 2006 – wybuch wojny z Somalią rządzoną przez fundamentalistów islamskich.